# Хакодате

41°46′24″ пн. ш. 140°43′34″ сх. д. / 41.77333° пн. ш. 140.72611° сх. д.
Хакодате́ (яп. 函館市, はこだてし, МФА: [hakodate ɕi̥]) — місто в Японії, в окрузі Осіма префектури Хоккайдо.

## Короткі відомості
Розташоване в південно-західній частини префектури, на березі протоки Цуґару. Адміністративний центр округу. Один з найбільших населених пунктів острова Хоккайдо. Центральне місто Японії. У 17 — 19 століттях, в епоху ізоляції країни від Заходу, було форпостом японського уряду на півночі Японського архіпелагу. Стало центром міжнародної торгівлі з 1854 року. Основою міської економіки є рибальство та туризм. В місті розташовано багато історико-культурних пам'яток — православна Церква Воскресіння Господнього, П'ятибастіонна фортеця, католицький монастир трапістів, парк Такубоку тощо. Станом на 1 жовтня 2008 року площа міста становила 677,91 км². Станом на 31 березня 2017 населення міста становило 263 750 осіб.

## Географія
Хакодате — політичний, економічний та культурний центр південного Хоккайдо. Воно розташоване на півострові Камеда, південно-східній частині великого півострова Осіма. З півдня місто омивається водами протоки Цуґару, а на заході — водами затоки Хакодате.
Центрально-західна частина Хакодате знаходиться на плато, у підніжжя гір Хакамаґосі-даке та Сібецу-даке. Південно-західна частина міста лежить на піщаній рівнині, що врізається клином у протоку Цуґару. Цією рівниною протікає річка Камеда. Схід Хакодате гористий. Найвища точка — гора Міморі, висота якої становить 842 м. Східне узбережжя має гарні краєвиди, які занесені до Префектурного парку Есан.
В Хакодате знаходяться однойменні порт та міжнародний аеропорт. Містом проходять основні залізниці JR Хоккайдо, місцевий сінкансен, а також 5-а, 227-а, 228-а, 278-а, 279-а державні автомагістралі. В центрі міста діє трамвай. З 1988 року, після завершення Сейканського тунелю, Хакодате з'єдналося залізничним шляхом із сусіднім Аоморі на острові Хонсю. Між цими містами також регулярно ходять поромні човни.
Клімат в Хакодате морський, помірний. Завдяки Цусімській течії зими теплі. Середньорічна температура становить 8,5 °C.

## Історія

П'ятибастіонна фортеця.

Перше поселення на території Хакодате називалося Усукесі, що айнською мовою означає «край затоки». 1454 року японські переселенці з Хонсю під проводом самурая Коно Масаміті заснували неподалік нього свою засіку. Прямокутна у плані, вона нагадувала коробку і дала назву новому містечку — «коробкова засіка» — Хакодате.
Протягом періоду Едо (1603—1867) територія Хакодате належала Мацумае-хану. Політичним центром майбутнього міста була вартівня Камеда. На її базі виникло містечко Камеда. 1802 року, через загрозу колонізації Хоккайдо з боку Росії, сьоґунат Токуґава перепорядкував собі цю територію і заснував інститут урядника Хакодате. 1854 року порт Хакодате разом із портом Сімода став першим японським портом, який був відкритий для кораблів з США за умовами Канаґавського договору. За п'ять років, після підписання нерівноправних угод, японський уряд визначив Хакодате як головний північній порт для торгівлі з іноземними державами. 1859 року в ньому з'явилися консульства США, Великої Британії та Росії.
З 1868 по 1869 роки, в ході громадянської війни в Японії, Хакодате було столицею Едзоської республіки. Після її капітуляції містечко було перетворене на один із баз освоєння Хоккайдо. 1872 року Хакодате стало адміністративним центром субпрефектури Осіма. З початку 20 століття воно стрімко розвивалося як рибацький порт і 1922 року отримало статус міста. До 1933 року Хакодате було найбільшим населеним пунктом острова.
Місто неодноразово страждало від пожеж 1878, 1879, 1907, 1921 і 1934 років. Найбільшою з них була остання, в якій загинуло понад 2000 осіб і згоріло понад 20 тисяч будинків. Під час Другої світової війни авіація США знищила одну десяту міста.
Хакодате розросталося шляхом поглинання сусідніх муніципалітетів: містечко Юнокаву (1939), село Дзенікамедзава (1966), місто Камеда (1973), містечка Тої, Есан, Мінамікаябе та села Тодохокке (2004).
1 листопада 2000 року Хакодате отримало статус особливого міста Японії. 1 жовтня 2005 року його підвищили до статусу центрального міста.

## Економіка
Основа економіки Хакодате — рибальство та переробка морських продуктів. До Другої світової війни місцеві рибалки виловлювали переважно сардини і тунців, після 1952 року — каракатиці, водорості, камбалу, мінтай. З 1980 року в місті вирощують морську капусту, мушлевих молюсків, морських їжаків тощо.
Сільське господарство розвинене в центральній частині міста. Основними сільськогосподарськими культурами є рис, картоплю, моркву та гриби.
У першій половині 20 столітті Хакодате було одним із центрів суднобудування, проте з 1970-х років воно переживає кризу. На східному узбережжі міста розташовані заводи харчової промисловості, переважно переробки морських продуктів.
Хакодате є одним з найбільших комерційних центрів Хоккайдо. З 1984 року влада міста втілює курс перетворення його на технополіс.

## Освіта
- Хоккайдоський педагогічний університет (додатковий кампус)

## Культура

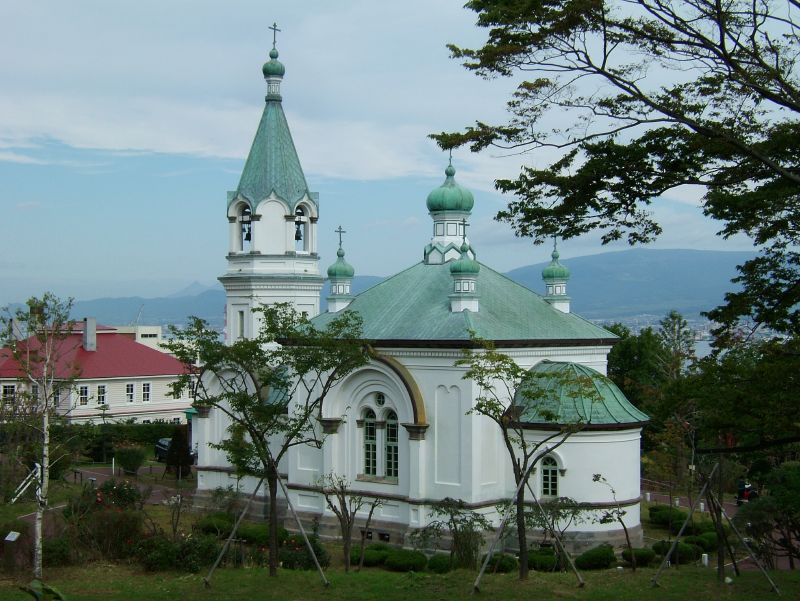
Церква Воскресіння Господнього.

Хакодате — відносно нове місто, яке тривалий час було місцем контактів Японії із західними державами. Його центр багатий на історичні пам'ятки середини 19 — початку 20 століття. У підніжжя гори Хакодате збереглися будинки європейсько-американського стилю та цвинтар для іноземців. З 1859 року, при російському консульстві, в місті діяла місія Російської православної церкви, яка звела в один із найстаріших в країні православних храмів, Церкву Воскресіння Господнього. Від 1983 року ця споруда належить до цінних культурних надбань Японії. Серед інших західних будівель Хакодате збереглися Громадський зал, Будинок російського консульства, Будинок британського консульства, Китайський зал, Католицька церква Момоматі, Монастир траппістів, Будівля колишньої субпрефектури Хакодате. Великих споруд в традиційно японському стилі в місті порівняно не багато. Найбільшими з них є окремий храм монастиря Хіґасі-Хонґандзі, монастир Корюдзі та Святилище Хакодате-Хатіман. Більшість старих будинків переобладнані під музеї літератури, фотографії, історії міста Хакодате, північних народів тощо.
Візитівкою Хакодате є П'ятибастіонна фортеця (Ґорьо-каку). Вона була споруджена 1864 року і стала першою оборонною спорудою західного зразка в Японії. Фортеця служила оплотом Едзоської республіки. В її стінах розміщувався республіканський уряд, яким керував Еномото Такеакі. Неподалік від цієї фортеці знаходиться Чотирибастіонний форт. Обидві були місцями жорстоких боїв під час громадянської війни 1868—1869 років. У південній частині Хакодате збереглися залишки засіки пергих японських поселенців.
Місто є великим туристичним центром. Окрім історичних пам'яток воно маж багато парків та заповідних зон. Вид на нічне Хакодате з однойменної гори вважається одним з найромантичніших в Японії. На східному узьережжі розташовані ванни онсен на термальних водах.

## Транспорт
- Аеропорт Хакодате